# 希法医院
希法医院（阿拉伯语：‎，羅馬化：Mustašfā š-Šifāʾ），又譯為西法醫院，位于加沙省加薩，是加沙地带最大的医院。
希法医院原本是英國陸軍军营，1946年被巴勒斯坦託管地政府改建为医疗机构。1948年阿拉伯-以色列戰爭之前，希法醫院是加沙走廊僅有的两家医院之一，另一家是阿赫利阿拉伯医院。阿拉伯聯合共和國佔領加沙地帶時期醫院扩建，而且成为加沙地帶的中心医院。以色列在第三次中东战争期間占领加沙地帶时，整个医院的工作人员都被以色列俘虏。20世纪80年代，醫院再次扩建。
經過兩週的圍困後，以色列對醫院的第二次襲擊於2024年4月1日結束。醫院被完全摧毀，周圍發現有數百具屍體。

## 事件

### 以色列—哈馬斯戰爭
2023年11月12日，正值以色列-哈瑪斯戰爭，世界衛生組織與希法醫院的聯絡人失去聯絡。世衛指據報道，該醫院多次遇襲，造成死傷，並引報導稱，醫院受坦克包圍。11月15日，以色列軍方表示，以方「正在希法醫院的特定地區對哈馬斯進行精確和有針對性的行動。」，美國指不希望見到於醫院交火；五角大樓前一日（14日）稱，有情報顯示哈馬斯希法醫院在內的醫院作為「掩蓋和支援其軍事行動和扣留人質的方式」。